# We Believe
We Believe è un singolo della band Queen + Paul Rodgers ed è la sesta traccia dell'album The Cosmos Rocks, estratto come terzo singolo dell'album , pubblicato solo in Italia come singolo promozionale.

## Il brano
La canzone è stata scritta dal chitarrista Brian May; il brano, dalla durata di oltre 6 minuti è la traccia più lunga del disco. Il singolo è stato pubblicato in Italia in una versione differente dall'originale dalla durata di 3 minuti. Il singolo è anche l'ultimo pubblicato dal gruppo prima dello scioglimento avvenuto nel 2009. 
Lo stile della canzone rievoca alcune sonorità dello stile dei Queen degli anni '80.

## Curiosità
Questo brano doveva essere utilizzato come sottofondo durante la cerimonia di insediamento di Barack Obama come nuovo presidente degli Stati Uniti nel 2008.

## Tracce
1. We Believe (versione album) - 6:08
2. We Believe (versione singolo) - 3:40